# シモナ・リクテル
シモナ・リクテル（Simona Marcela Richter、1972年3月27日 - ）はルーマニアのレシツァ出身の柔道選手。階級は78kg級。身長170cm。

## 人物
1990年の世界ジュニア72kg級では3位となった。1992年のヨーロッパ選手権では2位になるが、1992年バルセロナオリンピックでは初戦でオランダのイレーネ・ドゥコックに縦四方固で敗れると、敗者復活戦でもフランスのレティシア・メイニャンに縦四方固で敗れた。1995年のヨーロッパ選手権では無差別で2位に入った。1996年アトランタオリンピックでは初戦でウクライナのタチアナ・ベリアエワに指導で敗れると、敗者復活戦でもイタリアのイレニア・スカピンに払腰で敗れた。2000年シドニーオリンピック78kg級では、準々決勝でキューバのディアデニス・ルナに判定で敗れるが、その後の3位決定戦でベルギーのハイジ・ラケルスを有効で破って銅メダルを獲得した。2004年アテネオリンピックでは初戦で敗れた。その後引退すると、ルーマニア女子ナショナルチームのコーチに就任した。

## 主な戦績
72kg級での戦績
- 1990年 - 世界ジュニア　3位
- 1992年 - ハンガリー国際　2位
- 1992年 - ヨーロッパ選手権　2位
- 1993年 - ヨーロッパ選手権　5位
- 1994年 - ブルガリア国際　優勝
- 1994年 - ルーマニア国際　3位
- 1995年 - ブルガリア国際　3位
- 1995年 - ヨーロッパ選手権　72kg級　5位　無差別　2位
- 1996年 - ハンガリー国際　2位
- 1996年 - チェコ国際　3位
- 1996年 - ヨーロッパ選手権　3位
- 1997年 - ハンガリー国際　2位
- 1997年 - チェコ国際　3位
- 1997年 - ヨーロッパ選手権　72kg級　5位　無差別　5位
- 1997年 - 世界選手権　7位

78kg級での戦績
- 1998年 - ドイツ国際　5位
- 1999年 - ブルガリア国際　優勝
- 1999年 - ハンガリー国際　優勝
- 1999年 - オランダ国際　優勝
- 1999年 - ユニバーシアード　2位
- 2000年 - オーストリア国際　優勝
- 2000年 - ハンガリー国際　優勝
- 2000年 - チェコ国際　2位
- 2000年 - シドニーオリンピック　3位
- 2000年 - 韓国国際　優勝
- 2001年 - グランプリ・セビリア　5位
- 2002年 - ルーマニア国際　2位